# Amanda Bearse
Amanda Bearse (Winter Park, 9 agosto 1958) è un'attrice e regista televisiva statunitense.

## Filmografia parziale

### Attrice
Cinema
- Protocol, regia di Herbert Ross (1984)
- Dal college con furore (Fraternity Vacation), regia di James Frawley (1985)
- Ammazzavampiri (Fright Night), regia di Tom Holland (1985)
- Doom Generation (The Doom Generation), regia di Gregg Araki (1995)
- Sky Sharks, regia di Marc Fehse (2020)
- Bros, regia di Nicholas Stoller (2022)

Televisione
- La prima delusione di Toby (First Affair) - film TV (1983)
- La valle dei pini (All My Children) - serie TV, 11 episodi (1982-1983)
- Goddess of Love - film TV (1988)
- Here Come the Munsters - film TV (1995)
- Sposati con figli (Married with Children) - serie TV, 259 episodi (1987-1997)
- Smothered  - serie TV, 3 episodi (2022)

### Regista televisiva
- Malcolm & Eddie (1996-1997) - 3 episodi
- Sposati con figli (1991-1997) - 31 episodi
- Pauly (1997) - 2 episodi
- The Tom Show (1997) - 3 episodi
- Nick Freno: Licensed Teacher (1997) - 5 episodi
- Alright Already (1998) - 2 episodi
- Rude Awakening (1998) - 2 episodi
- The Jamie Foxx Show (1998) - 6 episodi
- Jesse (1999) - 2 episodi
- Ladies Man (1999-2000) - 2 episodi
- Dharma & Greg (1998-2000) - 10 episodi
- Reba (2001-2002) - 5 episodi
- MADtv (1999-2005) - 21 episodi
- The Big Gay Sketch Show (2006-2010) - 16 episodi
- Jessie (2013) - 2 episodi
- Skirtchasers (2016) - film TV - anche produttrice